# Lijst van straten in Rhenen
Dit is een lijst van straten in de gemeente Rhenen en hun oorsprong/betekenis. 
De straten van Achterberg zijn opgenomen bij die van Rhenen.

## Straten inElst
- Beatrixstraat -
- Bosweg -
- Christinastraat -
- De Kievit - van de Tabaksweg in noordelijke richting naar de Franseweg,
- De Oude Weg -
- Driftweg -
- Elsterstraatweg -
- Engweg - weg naar de eng tussen de Driftweg en de Sportweg nabij het Sportpark Eist.
- Fabrieksweg -
- Franseweg - de Fransen zouden in januari 1795 bij hun intocht in de provincie Utrecht, nabij Eist in hun opmars van de doorgaande weg zijn afgeweken en de omweg hebben genomen, die nu Franseweg heet
- Heideweg -
- Het Bosje -
- Houweg - westelijke weg van Eist, vanaf de Rijksstraatweg in noordelijke richting naar de Franse weg
- Irenestraat - prinses Irene
- Koninginneweg -
- Larekamp - genoemd naar de oude tabaksplantersfamilie in Elst. Deze heeft grote invloed gehad op de tabaksteelt, waarvan een groot deel van de Elsterse bevolking heeft geleefd.
- Margrietstraat - prinses Margriet
- Molenweg -
- Nassaustraat -
- Oranjestraat - huis van Oranje
- Paardenkop - verlengde deel van Franse weg, uitkomend in de gemeente Amerongen. Het is vermoedelijk een oude boerderijnaam.  Hier zou ooit een skelet van een paardenkop moet hebben opgegraven, die dateerde uit de Franse tijd.
- Plantage -
- Prinsenweg -  zijweg van de weg Elst-Veenendaal
- Prinsessenhof - vanaf de Christinastraat naar de Woudweg
- Rijksstraatweg - Rijksweg Utrecht-De Bilt-Driebergen-Grebbeberg-Wageningen (N225/325).
- Schoolweg -
- Sportweg - hieraan liggen enkele sportvelden
- Tabaksweg - vanaf de Schoolweg in westelijke richting naar de Houweg. Verwijzing naar de vroegere tabaksteelt in deze contreien.
- Veenendaalsestraatweg - van Eist naar Veenendaal, vroeger Rijksweg Eist Veenendaal
- Verbindingsweg -
- Vissersweg - ten westen van Elst, vanaf de Straatweg naar de Franseweg.
- Wildemanstraat - vanaf de Houweg naar Het Bosje. De naam Wildeman is afkomstig van een oude tabaksplantersfamilie.
- Woudweg - voor 1930 Spookweg genoemd.
- Zwijnsbergen - lag voor 1930 op de Plantage Willem III.

## Straten in Rhenen

### A
- Acacialaan - acacia, plantennaam
- Achter de Lijn - de naam is afgeleid van de spoorlijn. Het gedeelte vanaf de Cuneraweg (tweede poort) in noordwestelijke richting achter de derde poort langs naar de Zuidelijke Meentsteeg, voorheen genaamd Lijnweg.
- Achterpad -
- Achterbergsestraatweg - naar Achterberg
- Addenshoeve - weg op het industrieterrein Remmerden; Hilversummer Paul Addens kocht in 1823 van de Hervormde Kerk te Rhenen de zuidelijke van de twee boerderijen gekocht met omliggend bouwland, driest en heide, in totaal 72 ha. Deze boerderij werd door de nieuwe eigenaar Addenshoeve genoemd.
- Afweg - van de Grebbedijk aflopende zijweg.
- Akeleiplantsoen - akelei, plantennaam.
- Anemoonstraat - anemoon
- Anjerlaan - anjer, plantennaam
- Asterstraat - aster, plantennaam
- Autoweg -

### B
- Bantuinweg - De Bantuin was een omheind gebied ten noordwesten van de stad. In artikel 234 van de Stadsordonnantie, die door Karel V in 1546 aan Rhenen werd verleend, staat dat het verboden is beesten te laten weiden in de bantuin en in de stadsgracht.
- Bergweg -
- Bergweg van Rhijn - het grootste deel van de percelen ten westen van de Kerkewijk waren in bezit van de familie (Roghair) van Rijn te Wageningen. De oude naam (tot 1937) was Beukenlaan.
- Berkenlaan -
- Beukenlaan - beuk, loofboom
- Biezenweide -
- Binnenhof -
- Binnenweg -
- Bisschop Davidweg -
- Blauwe Kamer - Blauwe Kamer
- Blauwendraad - weggetje tussen Oude Veensegrindweg en Cuneraweg. Vermoedelijk genoemd naar een boerderijnaam.
- Bontekoestraat - stadsboerderij 'die Bontekoe'
- Boomklever - boomklever, vogelsoort. Loodrecht op de toegangsweg Zanglijster naar de wijk Vogelzang
- Boslandweg -
- Bovenweg -
- Bremlaan - brem, plantennaam
- Bruine Engseweg - naar een bekend oud Rhenens geslacht De Bruin (De Bruyn, reeds bekend in de 15-de eeuw), dat eigenaar is geweest van deze bouwlanden. Het hoogste deel ligt even ten westen van de eind 19de eeuw aangelegde begraafplaats aan de Achterbergsestraatweg.
- Buitenomme - Ook wel: Rondomme, weg buiten de stad
- Burgemeester Schimmelpenninckstraat - Gerrit Johan Anne Schimmelpenninck (Den Haag 1854 - Den Dolder 1929) was ruim 40 jaar burgemeester van Rhenen (van 1882-1923). Hij was eigenaar en bewoner van het Huis Heimerstein. Hij ligt begraven in het familiegraf op de voormalige begraafplaats aan de Herenstraat te Rhenen.

### C
- Candialaan - streeknaam Candia.  ook sportcomplex ten oosten van de woonwijk heet Candia
- Christinastraat - prinses Christina
- Clematis - plantennaam clematis; verbinding Beukenlaan-Ericalaan
- Cuneralaan -  van de voormalige Grebbesluis in westelijke richting onderlangs de Grebbeberg, tot aan de Herenstraat, tegenover het Gemeentekantoor. Met de Cuneraweg een van de oudste wegen in Rhenen. Het was waarschijnlijk deel van de processieroute die bedevaartgangers van 1450 tot ongeveer 1578.
- Cuneraweg - deel van de oude processieroute

### D
- Dahliastraat - dahlia, plantennaam
- Dalsteeg -  bosweg door het bos Remmerstein, van het vroegere huis Remmerstein.
- De Dijk - oude waterkering van slot Ter Horst.
- De driehoek - deel van de Nieuwe Veenendaalseweg vanaf de Herenstraat tot aan de splitsing met de Oude Dijksestraat. Op de hoek van Nieuwe. Veenendaalseweg en Oude Dijkseweg was een soort pleintje. Hieraan stond café De Driehoek.
- De Grote Akker -
- De Helling -
- De Hollentoren -
- De Horst -
- De Kleine Kampen -
- De Spijnderstoren -
- De Stichtse Rand -
- De Thijmenstoren -
- De Toltoren -
- De Veldse Eng -
- De Watertoren -
- De Weide -
- Den Oven - Den Oven was een van de muurtorens in de oude stadsmuur van Rhenen. Deze lag net ten noorden van de Bergpoort, ongeveer tegen de huidige parkeerplaats achter het Gemeentekantoor.
- Dennenweg -
- Doelenwal - de Natte Doelen waren het zuidelijke natte deel van de om Rhenen gelegen stadsgracht. Het noordelijk gedeelte heette Droge Doelen.
- Dokter Stegemanhof - Bert Stegeman (27 december 1916 - 14 december 1988) was huisarts in Rhenen van 1948 - 1981.
- Dokter Wallerstraat - William Waller (24 oktober 1877 - 1 februari 1971) was voor de oorlog jarenlang huisarts van Rhenen. Tevens lid van de Schoonheidscommissie en bestuurslid van de Oudheidkamer.
- Domineesbergweg - Domineesberg
- Donderberg - in het gebied Donderberg, in de volksmond: Berkenweggetje
- Doodstraat - de tegenwoordige Torenlaan. Langs deze straat werden de doden naar de kerk ten grave gedragen.
- Duistereweg - de Duijstere steech werd reeds in 1577 vermeld,
- Dwarsweg -  tussen de Noordelijke Meentsteeg en de Middenweg

### E
- Eikenlaan -  noord-zuid lopende weg met eikenbeplanting
- Emmalaan - koningin Emma van Waldeck-Pyrmont
- Engsteeg - weg vanaf de Bovenweg naar de Cuneraweg, even bezuiden de Binnenweg.
- Ericalaan -
- Esdoornlaan - esdoorn

### F
- Frankenveld - genoemd naar een grafveld van Frankische oorsprong, dat in 1951 aan de voet van de Donderberg werd blootgelegd. In dit veld gevonden resten dateren uit de 4e  tot de 7e eeuw.
- Frederik van de Paltshof - Frederik de Ve  van de Palts, gehuwd met de Engelse Elisabeth Stuart. Hij bouwde in 1629 in Rhenen een luxueus zomerpaleis aan de huidige Fred. v.d. Paltshof, op de plaats van de serviceflat 'Koningshuis'.
- Friesesteeg - reeds in 1438 genoemd. Naar de familie Freyse van Dolre, die veel land en andere goederen in de omgeving van Rhenen, Achterberg en in de Mars bezat

### G
- Galgenberg - executieplaats even benoorden de Pako in Eist.
- Gasthuisstraat - reeds in de 14e eeuw genoemd
- Geertesteeg - 'Geere' komt van schuin op iets toelopen, hier schuin op de Cuneraweg.
- Goudenregenplantsoen - goudenregen
- Grebbeweg - vanaf het viaduct in oostelijke richting tot aan de Grift. Genoemd naar de waterkerende Rijnbandijk, lopend tussen de Wageningse Berg en de Grebbeberg.
- Groeneweg -
- Groot Dikkenberg - Groot- en Klein Dikkenberg zijn twee benamingen voor dwarsverbindingen tussen de Oude Veensegrindweg en de Cuneraweg.
- Grutterstraat - vermoedelijk naar een gruttershandel.

### H
- Haarwal - straat in Achterberg
- Heimersteinselaan - vanaf de Grebbeweg naar de Cuneraweg, tegenover het landgoed Heimerstein. De naam Heimerstein of Heymerstein komt vermoedelijk van Haymostein, waar koning Radboud uit de Cuneralegenda gewoond zou hebben. Het Huis Heimerstein wordt al vermeld in de veertiende eeuw.
- Herenstraat - afleiding van heerstrate of heerwech. Een heerweg] was een legerweg of heerbaan, genoemd naar de Romeinse Heerwegen.
- Het Nateland -
- Hofstraat - komt uit op de Hof
- Hogesteeg -

### I
- Ingeseveer -

### J
- Jan van Arkelweg - bisschop Jan van Arkel
- Jasmijnplantsoen --
- Julianastraat -

### K
- Kampjesweg -
- Kastanjelaan - loofboom kastanje
- Keldermanspad -  Rombout(?) Keldermans heeft rond 1540 plannen uitgewerkt voor verbetering van de muren en wallen van Rhenen.
- Kerkplein - vanaf het begin van bewoning van Rhenen was hier een kerk met rondom een kerkhof.
- Kerkstraat -
- Klaassenweg - in Achterberg. Klaas Hardeman kreeg dit rond 1900 via huwelijk met Daatje Hootsen in eigendomn. Loopt vanaf de Lijnweg in zuidzuidwestelijke richting.
- Klaproosstraat - klaproos; vanaf de Papaverstraat in noordelijke richting naar het Akeleiplantsoen evenwijdig aan de Anjerlaan.
- Klein Dikkenberg - genoemd naar het landgoed Dickenberch of Dikkenberg. De stichting Gast- en Weeshuis bezat hier een perceel grond. Hierop stonden twee boerderijen langs verbindingspaden tussen de Oude Veensegrindweg en de Cuneraweg. De meest noordelijke boerderij heette Klein Dikkenberg, de andere Groot Dikkenberg.
- Kloostergang -
- Kloosterstraat - vroeger Kloostersteeg. Naar het klooster van St. Agnes of Agnietenklooster, dat gestaan heeft op de plek van det appartementenflat 'Het Koningshuis
- Koerheuvelweg - zijweg van het Paardenveld in de richting van de Koerheuvel van 51 m hoogte. Deze verspiedersheuvel bood een goed uitzicht over de stad. Het oude Nederlandse werkwoord 'coeren' of 'coiren' voor spieden, uitkijken, wachtlopen, speciaal van iemand die op een hoogte of een toren staat.
- Koesteeg - pad vanaf de Spoorlaan in zuidwestelijke richting naar de Cuneraweg
- Koningin Elisabethplantsoen - Elisabeth Stuart (1596-1662), echtgenote van Frederik de Vijfde van de Palts en de dochter van Jacobus l van Engeland. Zij had de bijnaam van 'Winterkoningin' (als echtgenote van de 'Winterkoning') en woonde enkele jaren in het Koningshuis aan de Frederik van de Paltshof.
- Koningshof -
- Koningstraat - Winterkoning Frederik de Vijfde van de Palts.
- Korenbloemstraat - korenbloem
- Kruisstraat - Vroeger Cruijsstraet.
- Kuilweg -  afgeleid van de grote kuil onderaan het Paardenveld. Hier stond de meubelfabriek van Van de Waal, die in 1930 afbrandde. De kuil is in 1940 gedicht met het stadspuin dat na de verwoestingen van Rhenen van mei 1940 over bleef.

### L
- Larikslaan - lariks
- Levendaalselaan - van de Cuneraweg in noordoostelijke/oostelijke richting tot aan de Maatsteeg. De naam is afkomstig van het landgoed, dat gestaan heeft in de hoek van de Cuneraweg en deze laan. Tegenwoordig staat in deze hoek een boerderij met de zogenaamde '1000-jarige' linde.
- Levendaalseweg - ook wel 'Laarse weg'
- Lijnweg - vanaf de Rijn tot de Cuneraweg (2e poort)
- Lijsterberg -  Rhenense geslacht Lijster. Gerard Lijster (± 1550) was geneesheer en letterkundige
- Lindenlaan -
- Luitjesweg -
- Lupinestraat - plantensoort lupine

### M
- Maatsteeg - van de Veenweg (in het noorden) bij 'De Rimboe', tot aan ca. 50 m na de brug over de Grift. 'Maat' houdt verband met 'De Maten', een oude naam van een weiland in de Achterbergse Hooilanden.
- Majoor Jacomettiweg - vanaf de Candialaan in zuidoostelijke richting loopt, afbuigend in westelijke richting en vervolgens weer uitkomend op de Candialaan. Majoor J.H.A. Jacometti sneuvelde in de strijd om de Grebbeberg.
- Majoor Landzaatweg - Majoor Landzaat sneuvelde in de strijd om de Grebbeberg.
- Markt -
- Meentwallen - loopt parallel aan de spoorweg van de Noordelijke naar de Zuidelijke Meentsteeg.
- Meidoornlaan -
- Mensostraat - Rhenense familienaam Menso. Dominee Johannes Menso was predikant van 1687-1724. Zijn zoon Johannes Menso was predikant van 1726-1733 en de kleinzoon Johannes Menso stond in de Cunerakerk van 1743-1769. Hendrik Menso was van 1735 tot aan zijn dood in 1780 afwisselend schepen, raad en burgemeester van Rhenen. Zijn zoon Menso Johannes Menso was schepen en burgemeester, afwisselend van 1787 tot 1793. Zijn zoon Hendrik Menso was medisch doctor te Rhenen en van 1843-1872 burgemeester. Hij was tevens lid van de Tweede kamer. Zijn zoon Johannes Christiaan Paulus Elisa Menso was kantonrechter te Rhenen en lid van de Provinciale Staten van Utrecht. Diens broer Jan was enige tijd gemeentesecretaris.
- Middelbuurtseweg - van de Zuidelijke Meentsteeg in noordwestelijke richting tot de grens met de gemeente Veenendaal.
- Middelwijk -
- Molenberg - molen van Achterberg; vanaf de Verlengde Platanenlaan, aanvankelijk in westelijke, daarna in zuidelijke richting.
- Molenpad -  zijweg van het Ruiterpad in Achterberg, in noordelijke richting naar de Cuneraweg
- Molenstraat - naar de standerdmolen, die sinds 1572 op de noordelijke stadsmuur staat
- Molenweg - in Achterberg van de Achterbergsestraatweg naar het Ruiterpad. Halverwege deze weg stond een korenmolen, die in 1856 door Johannes Meijer, winkelier te Wageningen, werd gebouwd. De molen werd in 1944 door de Duitsers opgeblazen.
- Muntstraat - omstreeks 1364 kreeg Rhenen van de Utrechtse bisschoppen het recht kreeg geld te slaan.
- M.W. van de Waalstraat - Martinus Wilhelmus van der waal liet in 1881 achter het huidige gemeentekantoor aan een drietal steegjes een aantal woningen bouwen. De steegjes kregen de namen Isaaczijde, Roelofzijde en M.W. v.d. Waalstraat. Van de Waal (1796-1898) werd ruim 102 jaar oud. Hij schonk bij zijn 100ste verjaardag aan de Hervormde Kerk te Rhenen avondmaalszilver. M.W. van de Waal was naast ambtenaar bij de Burgerlijke stand ook diaken, ouderling en notabele in de kerkvoogdij. Verder was hij lid van de Watersnoodcommissie, ruim 20 jaar raadslid en van zijn 70ste tot zijn 74ste wethouder van Rhenen.

### N
- Nagelkruid - nagelkruid
- Nieuwe Veenendaalseweg - van de Herenstraat tot de Geertesteeg
- Noordelijke Meentsteeg - de noordelijke begrenzing van de Achterbergse Meent.
- Nude - provinciale weg;  Nude (of Neude) is afkomstig van Noda, een reeds vele eeuwen gebruikte benaming.

### O
- Oude Dijksestraat - mogelijk begin van de weg die vanuit Rhenen naar de Dijk in Achterberg voerde.
- Oude Veenendaalseweg - richting Veenendaal
- Oude Veensegrindweg - van de Geertesteeg in noordwestelijke richting tot de Veenendaalsestraatweg bij La Montagne. In 1961 was deze weg bedekt met grof grind.

### P
- Paardenveld - van de Utrechtse Straatweg in noordoostelijke richting tot de Nieuwe Veenendaalseweg
- Papaverstraat - papaver, plantengeslacht
- Parallelweg -  parallel aan de Stikke Hucht loopt, vanaf de Stationsweg tot aan de Trambaanweg.
- Petuniastraat - petunia
- Pimpelmees - vogelsoort pimpelmees; Loodrecht op de toegangsweg Zanglijster naar de wijk Vogelzang
- Plantsoenstraat - verkorte naam voor het Koningin Elisabethplantsoen,
- Platanenlaan - plataan, boomsoort
- Populierenlaan - populier
- Prins Bernhardstraat - prins Bernhard
- Prunuslaan - prunus, plantennaam

### R
- Radboudweg -  zijweg van de Levendaalseweg; Hier in de buurt volgens de overlevering de bezitting van Koning Radboud hebben gestaan, bekend uit de Cuneralegende.
- Remmerden - Remmerden
- Reumersweg -  Reumers was het bouwland ten westen van de huidige Nieuwe Veenendaalseweg.
- Rhenendael -
- Ribeslaan - ribes, plantengeslacht
- Rietgors - watervogel Rietgors; dicht bij de waterplas in de wijk Vogelzang
- Rijnkade - weg tussen de Loswal en het Veerplein
- Rijnstraat - vanaf de Kruisstraat tot aan de Loswal. Deze weg leidde vroeger naar de Rijnpoort.
- Roghairweg -  geslachtsnaam Roghair, een Rhenense notabelenfamilie die over veel grondbezit beschikte. Dirck Roghair was burgemeester van 1711-1717, Huibert Jan Roghair van 1809-1819 en C. Roghair van 1812-1815. De laatste telg van dit geslacht, Gerrit Jacob Roghair, was van 1871-1882 burgemeester van Rhenen, de voorganger van jonkheer Schimmelpenninck.
- Rozenlaan - in de Bloemenwijk
- Ruiterpad - zandweg midden in Achterberg.

### S
- Schoneveld -
- Schoutenboomgaardweg - verbindingsweg tussen de Buitenomme in oostelijke richting naar de Cuneralaan. Hier moet vroeger een boomgaard van een van de schouten van Rhenen.
- Schoutensteeg - vanaf de Cuneraweg, via de Spoorlaan naar de Middelbuurtseweg
- Seringplantsoen - sering
- Servetstraat - vermoedelijk rond 1800 vernoemd naar Michael Servet, een 16de-eeuws theoloog.
- Simon Stevinweg - Simon Stevin
- Snijdersteeg - zijweg van de Cuneraweg naar de Weteringsteeg. Antje 'de Snijer' of 'Snijder' was de bijnaam van Antje van Soest (de 'Poester') die gehuwd was met Jaap Aartse. Zij woonde aan de Cuneraweg op de hoek van de steeg, die Snijdersteeg zou gaan heten. Er deed vroeger een gedichtje van haar de ronde: 'Antje de Snijer, / maak de box wat wijer / maar maak 'm niet zo heet / dat ie van de kont af gleed'. Zij scheen nogal open te staan voor allerlei avances van vele mannen.
- Sparrenlaan - bij de Domineesberg
- Spitsbergerpad - eiland Spitsbergen
- Spoorbaanweg -
- Spoorlaan -
- Spijnderstoren - De Spijnderstoren was een van de muurtorens in de oude Rhenense stadsmuur, ten zuiden van de Westpoort, aan de huidige Koningshof. In deze toren woonde Clais Spijnder, deze was omstreeks 1490 richter (schout) van Rhenen.
- Stationsweg - station van de spoorlijn Amersfoort/Kesteren. Het spoorwegstation stond nog tot na de oorlog onderaan de huidige Stationsweg.
- Steenoven -
- Steilestraat - vroeger Steilesteeg
- Stikke Hught - volksnaam voor het looppad Herenstraat-Stationsweg.
- Stokweg - van de Utrechtsestraatweg ongeveer 600 m in noordelijke richting. De naam wordt reeds genoemd in een acte in het Archief van de Duitse Orde van 1392. De weg liep vroeger vanaf de Utrechtse straatweg in noordwestelijke richting tot aan de kruising van de Remmerdse laan en de Amerongse Torenweg bij de begraafplaats 'Larikshof', en ging verder tot aan de toenmalige Utrechtse Laan
- Stuivenes -
- Sundertseweg - vanaf de Cuneraweg, de Provinciale weg N233, iets benoorden de Duiventoren en ongeveer tegenover de Zuidelijke Meentsteeg, in westelijke richting naar de Oude Veensegrindweg.

### T
- Tasveld -
- Teldersweg - Ingenieur Jean Marie Telders heeft in Rhenen gewoond en is bekend als de bouwer van de spoorbrug over de Rijn.
- Thijmenstoren -
- Thijmseberg - plek waar de Nieuwe Veenendaalseweg, de Oude Veensegrindweg en de Geertesteeg bij elkaar komen. Hier werd later een camping gevestigd. Vroeger hette dit gedeelte van de Nieuwe Veenendaalseweg kortweg De Hucht.
- Toltoren - rond 1200 stond een tolhuis buiten de Rhenense stadsmuur. Mogelijk nog tijdens de aanleg van de stadsmuur, werd deze vervangen door een nieuw gebouw, de Toltoren.
- Torenstraat -  tot omstreeks 1880 Doodstraat genoemd
- Trambaanweg -
- Tuinfluiter - vogelsoort tuinfluiter; Loodrecht op de toegangsweg Zanglijster naar de wijk Vogelzang
- Tuinlaan -
- Tussenpad - verbindt de Oude Veensegrindweg met de Cuneraweg

### U
- Utrechtsestraatweg - gedeelte van de autoweg bij Remmerden tot aan de Veerweg bij Rhenen.

### V
- Valleiweg -  houdt verband met de Gelderse Vallei.
- Van Abcoudehof - De heren van Abcoude, telgen uit het geslacht Van Zuylen, hebben in Rhenen uitgebreide bezittingen gehad en ook kregen zij in de 13de eeuw van de graven van Bentheim het halve Gerecht van Rhenen in leen, dus de helft van het totale gebied dat thans de gemeente Rhenen vormt.
- Van Bentheimhof -
- Van der Waalstraat -
- Van Deventerstraat - Rhenense regentenfamilie. Johannes van Deventer was diaken in 1688, Johan van Deventer Jr. was burgemeester van 1720-1743, Johan Adriaan van Deventer was secretaris van 1743-1757 en tevens burgemeester van 1753-1773. Huijbert Jan van Deventer was hoofdschout van ongeveer 1786 tot 1793.
- Van Suijlenplein - naar Wouter van Suijlen (Zuylen). Hij was onder meer schepen van Rhenen in 1563-1570. In 1557 was hij gasthuismeester.
- Van Zwietenhof - zijstraat Radboudweg. Volgens een geschiedenisverhaal: Omdat Rhenen geen eigen beul had, moest de beul uit Utrecht komen. De beul stelde als eis voor zijn komst dat iemend borg moest staan zodat hij niet gemolesteerd zou worden. Dit werd in 1521 burger Jan van Zwieten. Toen de beul dodelijk werd verwond door het volk verspeelde Jan van Zwieten zijn 'honderd oude schilden'.
- Veenweg - gedeelte van de Maatsteeg vanaf het voetbalveld 'De Meent' tot aan 'de Kampjes', de grens met Veenendaal
- Veerweg - verbindt de Rijnkade in ongeveer noordelijke richting met de Utrechtse straatweg. De weg werd aangelegd in 1833, nadat het veerhuis vanuit de Palmerswaard was verplaatst in iets oostelijker richting.
- Verlengde Oude Veenendaalsewg - vanaf het westelijk deel van de Bremlaan in noordelijke richting met de Nieuwe Veenendaalseweg bij de camping 'Thijmse Berg'.
- Verlengde Acacialaan -
- Vijverberg - oude topografische naam
- Vogelenzang - verbinding Lijnweg met de Zwarteweg. Op een kaart uit 1598 staat de 'Vogel Zanxse weg' aangegeven bij een perceel grond.
- Vreewijkplein - gebouwd in de vredesjaren rond 1920
- Vreewijkstraat -
- Vrijweidersweg -  grensweg tussen persoonlijk grondbezit (families Wieling, Leccius de Ridder, Versteegh) en de Meentgronden. Voorbij deze grens mocht de boer zijn vee vrij laten grazen.
- Vuurweg -

### W
- Wageningse laan - bosweg in het Remmersteinse Bos
- Weteringsteeg - verbindt de Dijk in noordoostelijke richting met de Zuidelijke Meentsteeg. De naam van de zeer oude weg houdt verband met een van de hoofdafwateringen die vanuit het veengebied in zuidelijke richting naar de Greb voerde.
- Weversstraat - waaraan vroeger waarschijnlijk veel lakenwevers woonden
- Wilhelminahof -
- Wilhelminastraat - Wilhelmina der Nederlanden; Hieraan stond in de twintigste eeuw de School voor Gewoon Lager en Uitgebreid Lager Onderwijs, later de Wilhelmina-Mavo.
- Willem van Nasstraat - tussen Groeneweg en Bantuinweg; Willem van Nas (Nijmegen, 24-4-1844 - Rhenen, 26-9-1927) liet een legaat voor de bouw van het Bestedelingenhuis aan de Nieuwe Veenendaalseweg (De Tollekamp). Hij liet meerdere woningen bouwen die hij schonk aan de diakonie van de Nederlands Hervormde gemeente. Ook in Achterberg (bij de Snikkuil) en aan de Driehoek liet hij huizen bouwen.
- Willibrordweg - Volgens overlevering heeft Willibrord tijdens een bezoek aan Rhenen als bisschop een rol gespeeld bij de kerkelijke verering van St. Cunera.
- Winterkoning - vogelsoort winterkoning; Loodrecht op de toegangsweg Zanglijster naar de wijk Vogelzang

### Z
- Zandheuvelstraat -
- Zanglijster - toegangsweg tot de wijk Vogelenzang
- Zandweg - laatste gedeelte van de Boslandweg,
- Zuidelijke Meentsteeg - de zuidelijke begrenzing van de Achterbergse Meent.
- Zuidwal - reeds in 1409 vermeld als Visscherstraat;
- Zwarteweg - vanaf de Grebbeweg tot aan de Vogelenzang